# 団令子
団 令子（だん れいこ、1935年〈昭和10年〉3月26日 - 2003年〈平成15年〉11月24日）は、日本の女優。京都府出身。長男は同じく俳優の団優太。京都府立鴨沂高等学校卒業。

## 来歴・人物

手前から中島そのみ・団令子・重山規子の「お姐ちゃんトリオ」

1956年、ミス日本コンテスト「ミス着物」に選ばれる。これがきっかけとなり東宝のプロデューサー藤本真澄から映画界へと誘われる。
1957年に東宝へ入社。芸名は藤本真澄が作曲家の團伊玖磨から取って名付けた。
1959年より始まった「お姐ちゃんシリーズ」で健康的な現代娘をコミカルに演じて、人気を得る。同時期の映画では、中島そのみ、重山規子と共演することが多かった。また、クレージーキャッツ主演のクレージー映画シリーズにおいては、初期マドンナとして多数の作品に出演する。
1966年10月、医師と結婚して京都に新居を構え、1967年に長男・優太を出産するも1969年12月11日、夫と死別した。
後の浜美枝に続くような、活発さを持ち合わせながらコミカルからクールな悪女役までこなす演技力で評価されていたが、1974年に引退。
1980年代末から1990年代初頭にかけ「息子の俳優デビューを応援するため」として、短期間だったが芸能界にカムバックした。
2003年11月24日、心不全のため東京都三鷹市の病院で死去。68歳没。

## エピソード
- 「若大将シリーズ」の『大学の若大将』・『銀座の若大将』では、共演者の加山雄三・田中邦衛から劇中、役名（両作品とも檀野京子）ではなく団本人のあだ名“アンパン”・“アンパンの出べそ”と呼ばれている。
- 俳優の田宮二郎は京都府立鴨沂高等学校の1年後輩である。
- 息子の団優太が『森田一義アワー 笑っていいとも!』（フジテレビ）の「テレフォンショッキング」に出演した際に、タモリは「団令子さんといえば、私達の時代の大スターの方」と紹介した。

## 主な出演

### 映画

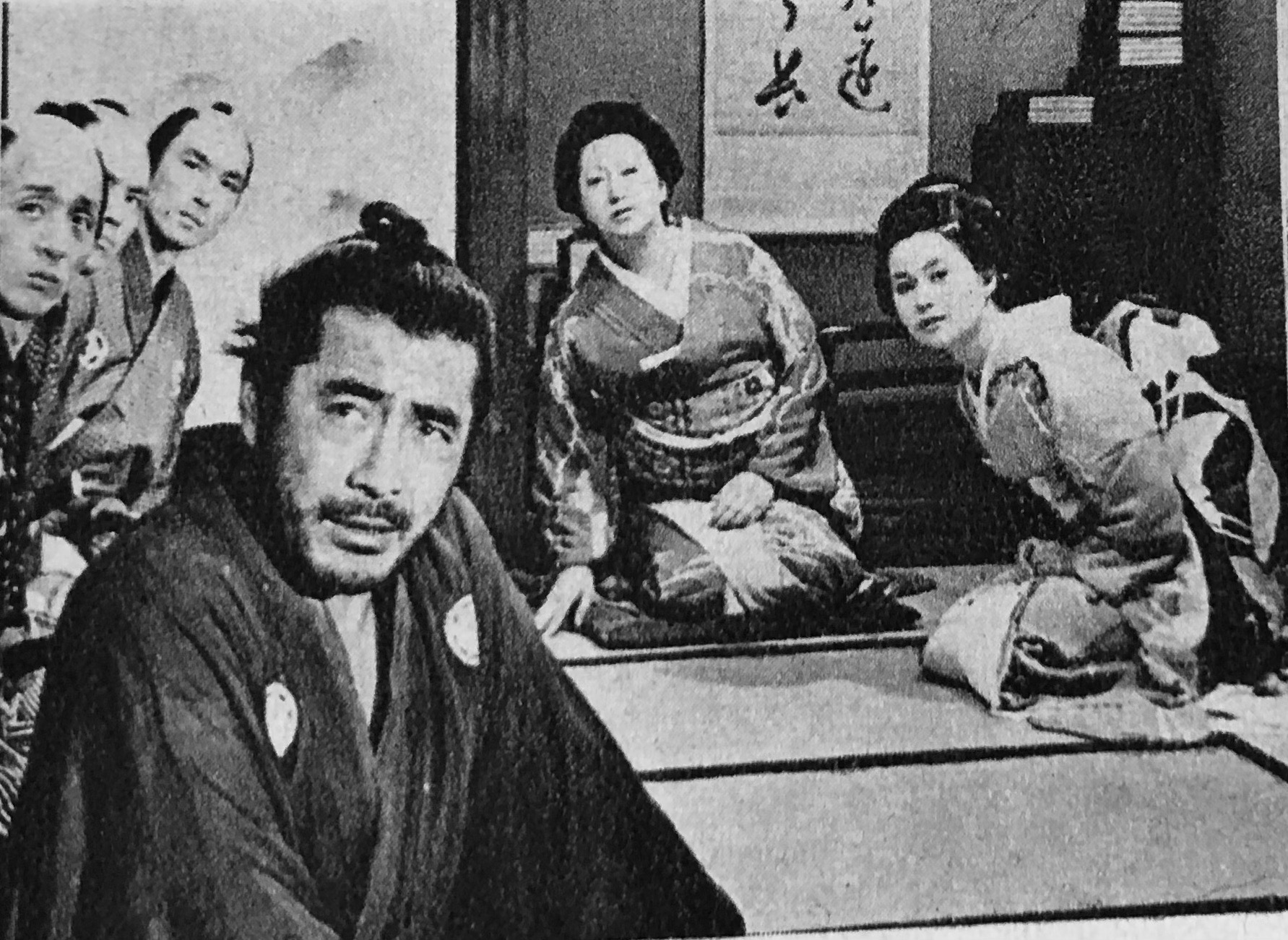
『椿三十郎』（1962年）

- 大学の侍たち（1957年） - 中島美智子 役
- 裸の大将（1958年） - 女車掌 役
- 結婚のすべて（1958年） - 武藤マリ子 役
- 孫悟空（1959年） - ポン 役
- お姐ちゃんシリーズ
  - 大学のお姐ちゃん（1959年） - 園江敏子 役
  - 銀座のお姐ちゃん（1959年） - 淡涼子（パンチ） 役
  - お姐ちゃん罷り通る 3Dolls go to Hong-Kong（1959年） - 園江敏子 役
  - 侍とお姐ちゃん（1960年） - 壇百合子（パンチ） 役
  - お姐ちゃんに任しとキ!（1960年） - 園江敏子（パンチ） 役
  - お姐ちゃんはツイてるぜ（1960年） - 淡涼子（パンチ） 役
  - ベビーギャングとお姐ちゃん（1961年） - 水野ラン子（パンチ） 役
  - お姐ちゃん三代記（1963年） - 金丸令子（パンチ） 役
- 社員無頼 怒号篇（1959年） - 桜田蘭子 役
- 社員無頼 反撃篇（1959年） - 桜田蘭子 役
- 女が階段を上る時（1960年） - 市橋純子 役
- 娘・妻・母（1960年） - 坂西春子 役
- 羽織の大将 (1960年) - 春江 役
- 接吻泥棒（1960年） - 由起美恵子 役
- がめつい奴 (1960年) - 小山田絹　役
- がんばれ! 盤嶽 (1960年)
- 大学の若大将（1961年） - 団野京子 役
- 小早川家の秋（1961年） - 佐々木百合子 役
- 社長道中記（1961年） - 松浦敬子 役
- 縞の背広の親分衆（1961年） - 万里子 役
- 特急にっぽん（1961年） - 藤倉サヨ子 役
- 椿三十郎（1962年） - 千鳥 役
- ぶらりぶらぶら物語（1962年、東宝)
- ニッポン無責任時代（1962年） - まん丸（芸者） 役
- ニッポン無責任野郎（1962年） - 丸山英子 役
- 銀座の若大将（1962年） - 団野京子 役
- 香港の星（1962年） - 杉本可那子（デザイナー） 役
- 若い季節（1962年） - 令子（チャームガール） 役
- 忠臣蔵 花の巻・雪の巻（1962年） - お軽 役
- 台所太平記（1963年） - 百合 役
- 喜劇 とんかつ一代（1963年） - 秀山とり子（仙太郎の娘） 役
- イチかバチか（1963年） - 星崎由美子（島の秘書） 役
- 女体（1964年） - 菅マヤ 役
- 日本一の色男（1964年） - 金山丸子 役
- 花のお江戸の無責任（1964年） - 揚巻 役
- 赤ひげ（1965年） - お杉 役
- 血と砂（1965年） - お春こと金春芳 役
- 大冒険（1965年） - 谷井悦子 役
- 悪の階段（1965年） - ルミ子 役
- 沈丁花（1966年)
- 殺人狂時代（1967年） - 鶴巻啓子 役
- 伊豆の踊子（1967年） - お咲 役
- 社長えんま帖（1969年） - 香織 役
- 続・社長えんま帖（1969年） - 香織 役
- 卒業旅行 Little Adventurer（1973年） - 斉藤清子 役
- 砂の上のロビンソン（1989年） - 東西不動産重役B 役

### テレビドラマ
- 東芝日曜劇場（TBSテレビ）
  - 第468話「果てしなき孤独に」（1965年）
  - 第493話「父と子たちのシリーズ 幸福」（1966年）
  - 第663話「夫婦のプレゼント」（1969年）
  - 第820話「ある夏の終り」（1972年）
- 華々しい女（1968年5月31日～8月9日、朝日放送）
- 火曜日の女シリーズ（日本テレビ）
  - 耳飾り（1969年）
  - 喪服の訪問者（1971年）
- 嫁ゆかば（1969年1月28日～7月22日、東宝・国際放映・TBS）
- Ohカンパク君（1970年10月6日～12月29日、東宝・関西テレビ）
- 人形佐七捕物帳 第24話「怪談猫屋敷」（1971年、NET） - 緒方萩江 役
- 非情のライセンス 第1シリーズ 第29話「兇悪の甘い影」（1973年、NET） - 中丸悦子 役
- 幡随院長兵衛 第20話「鉄火場の女」（1974年、毎日放送） - お竜 役

### 舞台
- 細雪 - 妙子 役

### コマーシャル
- 明治製菓「JPチョコレート」（1960年）
  - 近日発売編
  - 手紙編
  - 電話編 - 「お姐ちゃんシリーズ」とのタイアップで、「ピンチ」と「センチ」との電話応答という設定（ただし、中島そのみと重山規子は非出演）。

※これら3編は、2011年9月発売のDVD-BOX『明治製菓CMコレクションDVD-BOX』の「板チョコ編」に収録されている。